# Clement Harris
Clement Hugh Gilbert Harris (Wimbledon, Reino Unido, 8 de julio de 1871-Pente Pigadia, Grecia, 23 de abril de 1897) fue un pianista y compositor inglés.

## Biografía

### Familia y educación
Clement Harris nació en Wimbledon, Londres en una familia de armadores. Sus hermanos incluyen a Sir Austin Edward Harris, un importante banquero; Frederick Leverton Harris, un parlamentario; y Walter Burton Harris, un periodista conocido por sus artículos en Marruecos.
Fue alumno de la Escuela Harrow, y posteriormente estudió música en el Conservatorio Hoch en Frankfurt, donde fue el último discípulo de Clara Schumann.
Escribió en su diario:

«Clement ha sido aceptado». Se ha logrado, ¡por fin he alzanzado mi meta! ¡Hurra! ¡¡¡Viva practicar siete horias diarias!!!

### Amistad con Siegfried Wagner
Clement Harris y Siegfried Wagner se hicieron intimos amigos tras conocerse en 1889 en un evento en la casa de Edward Speyer. Tras pasar un verano juntos en Bayreauth, Harris le ofreció a Wagner un viaje gratuito al Extremo Oriente en uno de los barcos de su padre —el marco mercante Wakefield—, en el que fueron los únicos pasajeros. Wagner dedicó 103 de las 173 páginas de sus memorias escritas 30 años después a este viaje. En ellas, relató haber comido carne de perro en Cantón, y calificó a un grupo de compatriotas suyos que estaban en un hotel en Singapur como «atroces, ruidosos, y simiescos». Afirmó haberse bañado con Harris en una playa «como dos Adanes».

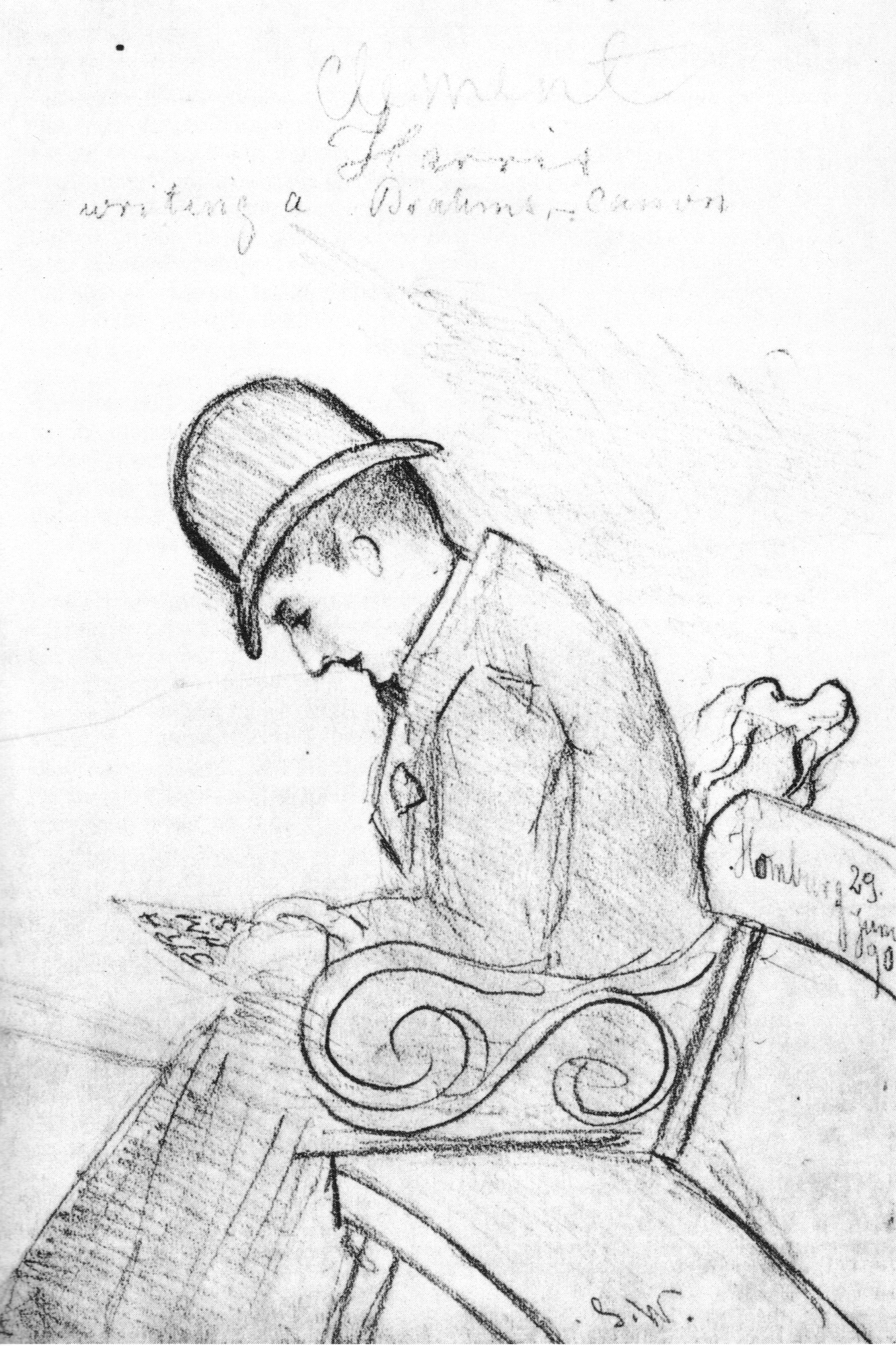
Clement Harris escribiendo un canon de Johannes Brahms, dibujo por Siegfried Wagner

En este viaje, Harris trabajó en su poema sinfónico inspirado en Paradise Lost, de John Milton; y Wagner decidió abandonar su sueño de ser arquitecto para dedicarse a la composición y dirección, y trabajó en otro poema sinfónico: Sehnsucht. Ambos poemas se estrenaron en 1885.
En su diario de viaje, Wagner relató su despedida:

My dear Clement accompanied me on board where we said goodbye, superficially in as English a way as possible because lots of people were milling around us, but in our hearts with that affection and intimacy with which we had learned to love one another.
Mi querido Clement me acompañó abordo, donde nos despedimos superficialmente —a la manera inglesa— porque había mucha gente a nuestro alrededor, pero con una afección e intimidad, con la que habíamos aprendido a querernos, en nuestros corazones.
Siegfried Wagner, Reisetagebuch

### Los «años productivos» (1893-1896)
En el transcurso de 1893, Harris tomó la decisión a dedicar más tiempo a componer y a dirigir. 

Con ellos quiero crear obras que eleven el nivel de la música inglesa por encima del estado actual. Este es mi objetivo, mi deseo. Si tengo el talento y soy capaz de realizarlo, lo enseñará el futuro
Entrada de su diario, junio de 1893

Harris se trasladó a Heidelberg para decibir clases de Philipp Wolfrum, donde vivió hasta otoño de 1896; donde compuso la mayoría de sus obras.
El 10 de septiembre de 1895 se estrenó Paradise lost en Bad Homburg, Alemania; a petición especial de Eduardo VII, entonces Príncipe de Gales. Harris ironizó sobre este evento en una carta:

Fue, como era de esperar, un gran éxito. Personas que entienden de música tanto como de jeroglíficos declararon que era excelente, y el rey de Bélgica me hizo los más refinados cumplidos posibles. También el Gran Duque Miguel demostró tener instinto artístico al referirse a mi música como wagneriana y añadir que había durado exactamente 23 minutos. ¡Hasta ahí las majestades!
Carta a Edward Speyer

Posteriormente, Harris recibió el encargo de escribir música para la boda de la princesa Maud de Gales con el príncipe Haakon VII de Noruega. En ella, Harris combinó la canción Rule Britannia y el himno de Dinamarca, Kong Christian stod ved højen mast. La versión orquestal se estrenó el 2 de junio de 1896 y se interpretó el 22 de julio una vesión para órgano en la capilla del Palacio de Buckingham, actualmente perdida.

## Obra
La habilidad pianística de Clement Harris fue calificada por Wagner como «hipnótica», y confesó haberse sentido intimidado por la intensidad con la que tocaba el instrumento. 
En su corta vida, escribió, entre otras obras, seis estudios para concierto para piano, entre los que se encuentran cuatro dedicados a las cuatro estaciones del año; dos romances: uno para violón  y piano, y otro para piano, violín y clarinete. Destacan también los poemas sinfónicos Paradise lost, y Il pensieroso y L'Allegro, basados en los escritos por John Milton.

## Muerte
Harris había visitado Grecia en 1896, y este país le maravilló. Tras el estallido de la guerra greco-turca de 1897, decidió organizar un batallón de mercenarios para luchar por la independencia griega.
En abril de ese año, Harris declaró: 

I act, of course, out of free choice. No one has persuaded me to put my life at the service of the Greeks; rather, well-intentioned friends have hindered me from doing my bid so far […]. The step I take may seem like an act of madness to many. For me, who has thoroughly considered the matter, this is the least that a man of honor can do for a country calling for freedom in the name of the cross, and in turn insulted and hindered by each of the so-called civilized powers
Actúo, por supuesto, libremente. Nadie me ha persuadido para arriesgar mi vida por los griegos; en su lugar, varios amigos bienintencionados me han aconsejado no continuar con esta empresa. [...] Este paso que acabo de tomar podría parecerle a muchos un acto de locura. Tras haberlo considerado en profundidad, me parece que este paso es el mínmo que debe de tomar un hombre de honor por un país que pide la libertad en nombre de la cruz, y ha sido insultado por todas las llamadas «potencias civlizadas».
Clement Harris, 5 de abril de 1897

Cuatro días después, en una carta a una hermanastra de Siegfried Wagner, escribió:

Who knows if we will ever meet again. I do not want to trade with anything in the world, though I’m well aware of the local dangers. I only hope that the Greeks will win the war, which now seems unavoidable, and if I do not come back, at least you will know that I gave my life for the freedom of a people to whom I have learned to pay my admiration and that I, like children who, over time, become noble and great men and, worthy heirs of their historical ancestors, will honor the country
Quién sabe si nos encontraremos de nuevo. No me cambiaría por nada en el mundo, aunque soy consciente de los peligros que hay en este lugar. Solo espero que los griegos ganen la guerra —que ahora parece inevitable—, y si no vuelvo, por lo menos sabrás que di mi vida por la libertad de una gente a la que he aprendido a admirar y que honraré a este país, como lo hacen los jóvenes que se han convertido en grandes y nobles hombres merecedores del legado de sus antepasados.

Harris murió en combate el 23 de abril de 1897, a los 25 años en la batalla de Pente Pigadia. Sus restos residen en la Iglesia Anglicana de San Pablo en Atenas.
Según Jonathan Carr, autor de El clan Wagner, Siegfried Wagner le dedicó su poema sinfónico Glück –publicado en 1922— en privado, ya que «la foto de su fallecido amigo nunca abandonó su mesa». También concluyó que, aunque mantuvo otras relaciones de amistad y amor con otros hombres y mujeres, «El amor de la vida de Siegfried Wagner fue Clement Harris».
Carr teorizó que Wagner podría no haberle dedicado en público esta obra porque, en esa época, «una acusación de homosexualidad pordría traerle a la víctima un desastre personal y social».
Su muerte fue conmemorada también en el poema "Pente Pigadia" de Stefan George.